# Иноковка (река)
Иноковка (Ноковка) — река в России, протекает в Кирсановском районе Тамбовской области. Правый приток реки Вороны.

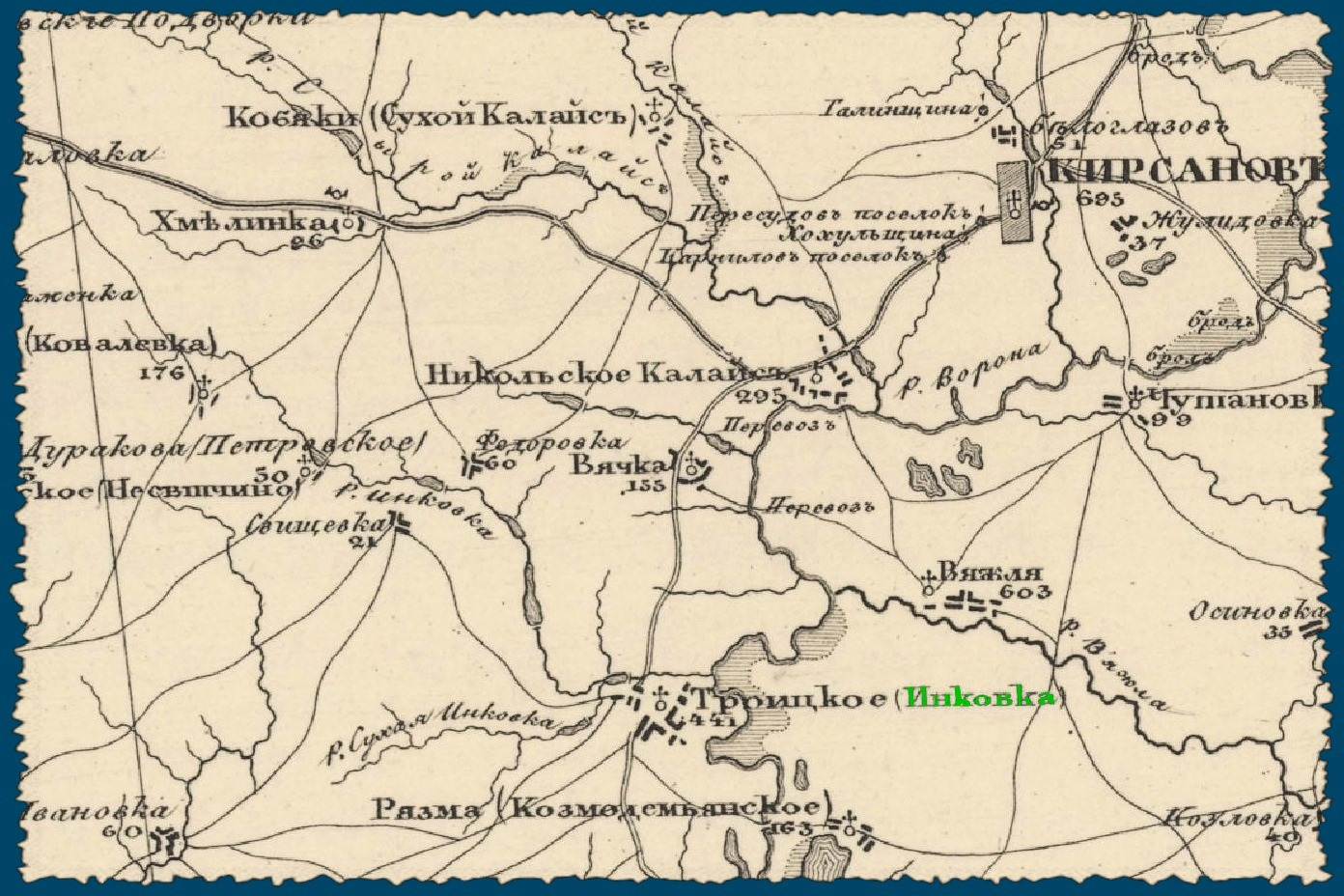
Специальная карта Зап.части России 1826—1840. Фрагмент Тамбовской губ., река Инковка.

## География
Река берёт начало у села Ковылка. Течёт на юго-восток по открытой местности. Устье реки находится у села Иноковка 1-я в 267 км по правому берегу реки Вороны. Длина реки составляет 23 км, площадь водосборного бассейна 150 км².

## Данные водного реестра
По данным государственного водного реестра России относится к Донскому бассейновому округу, водохозяйственный участок реки — Ворона, речной подбассейн реки — Хопер. Речной бассейн реки — Дон (российская часть бассейна).
Код объекта в государственном водном реестре — 05010200212107000006649.